# Liga Nacional de Guatemala 1992-93
La Liga Nacional de Guatemala 1992/93 es el cuadragésimo primer torneo de Liga de fútbol de Guatemala. El campeón del torneo fue el Aurora, consiguiendo su octavo título de liga.

## Formato
El formato del torneo era de todos contra todos a dos vueltas, donde los primeros seis lugares clasificaban a una hexagonal por el título, el campeón se definía entre el campeón de la fase regular y el campeón de la hexagonal mediante serie final, ida y vuelta.  El último lugar de la fase de clasificación definiría con el último lugar de la liguilla a partido único en cancha neutral, el descenso a la categoría inmediata inferior.
Por ganar el partido se otorgaban 2 puntos, si era empate era un punto, por perder el partido no se otorgaban puntos.

## Equipos participantes
| Club                                  | Ciudad              | Departamento  | Estadio                            | Capacidad |
| ------------------------------------- | ------------------- | ------------- | ---------------------------------- | --------- |
| Aurora Fútbol Club                    | Ciudad de Guatemala | Guatemala     | Estadio del Ejército               | 13.300    |
| Deportivo Amatitlán                   | Amatitlán           | Guatemala     | Estadio Guillermo Slowing          | 12.000    |
| Comunicaciones                        | Ciudad de Guatemala | Guatemala     | Estadio Mateo Flores               | 25.000    |
| Club Social y Deportivo Municipal     | Ciudad de Guatemala | Guatemala     | Estadio Mateo Flores               | 25.000    |
| Club Social y Deportivo Suchitepéquez | Mazatenango         | Suchitepéquez | Estadio Carlos Salazar Hijo        | 10.000    |
| Del Monte                             | Morales             | Izabal        | Estadio Del Monte                  | 3.500     |
| Deportivo Chiquimulilla               | Chiquimulilla       | Santa Rosa    | Estadio Los Conacastes             | 5.000     |
| Deportivo Escuintla                   | Escuintla           | Escuintla     | Estadio Armando Barillas           | 10.000    |
| Galcasa                               | Villa Nueva         | Guatemala     | Estadio Galcasa de Villa Nueva     | 5.000     |
| Izabal J.C.                           | Puerto Barrios      | Izabal        | Estadio Roy Fearon                 | 10.000    |
| Juventud Retalteca                    | Retalhuleu          | Retalhuleu    | Estadio Óscar Monterroso Izaguirre | 8.000     |
| Tipografía Nacional                   | Ciudad de Guatemala | Guatemala     | Estadio Manuel Felipe Carrera      | 5.000     |

### Equipos por Departamento
| Departamento                                      | N.º | Equipos                                                                    |
| ------------------------------------------------- | --- | -------------------------------------------------------------------------- |
| Guatemala                                         | 6   | Amatitlán, Aurora, Comunicaciones, Galcasa, Municipal, Tipografía Nacional |
| Izabal                                            | 2   | Izabal J.C., Del Monte                                                     |
| Escuintla                                         | 1   | Escuintla                                                                  |
| Archivo:Coat of arms of Retalhuleu.gif Retalhuleu | 1   | Juventud Retalteca                                                         |
| Santa Rosa                                        | 1   | Chiquimulilla                                                              |
| Suchitepéquez                                     | 1   | Suchitepéquez                                                              |

## Fase de clasificación
|  | Pos. | Equipos                  | PJ | PG | PE | PP | GF | GC | Dif. | PTS | Clasificación                          |
|  | ---- | ------------------------ | -- | -- | -- | -- | -- | -- | ---- | --- | -------------------------------------- |
|  | 1º   | Aurora                   | 22 | 15 | 5  | 2  | 49 | 20 | +29  | 35  | Hexagonal final y final del campeonato |
|  | 2º   | Suchitepéquez            | 22 | 13 | 5  | 4  | 38 | 20 | +18  | 31  | Hexagonal final                        |
|  | 3º   | Galcasa                  | 22 | 11 | 5  | 6  | 34 | 21 | +13  | 26  | Hexagonal final                        |
|  | 4º   | Comunicaciones           | 22 | 9  | 8  | 5  | 36 | 19 | +17  | 26  | Hexagonal final                        |
|  | 5º   | Izabal Juventud Católica | 22 | 11 | 3  | 8  | 42 | 31 | +11  | 25  | Hexagonal final                        |
|  | 6º   | Amatitlán                | 22 | 8  | 8  | 6  | 26 | 20 | +6   | 25  | Hexagonal final                        |
|  | 7º   | Municipal                | 22 | 8  | 7  | 7  | 36 | 26 | +10  | 23  | Hexagonal por la permanencia           |
|  | 8º   | Escuintla                | 22 | 7  | 6  | 9  | 31 | 37 | -6   | 20  | Hexagonal por la permanencia           |
|  | 9°   | Chiquimulilla            | 22 | 6  | 3  | 13 | 27 | 59 | -32  | 15  | Hexagonal por la permanencia           |
|  | 10º  | Del Monte                | 22 | 4  | 5  | 13 | 25 | 40 | -15  | 13  | Hexagonal por la permanencia           |
|  | 11°  | Juventud Retalteca       | 22 | 4  | 5  | 13 | 13 | 35 | -22  | 13  | Hexagonal por la permanencia           |
|  | 12°  | Tipografía Nacional      | 22 | 6  | 0  | 16 | 32 | 61 | -29  | 12  | Playoffs de descenso                   |
|  |      |                          |    |    |    |    |    |    |      |     |                                        |

## Fase final

### Hexagonal final
|  | Pos. | Equipos                  | PJ | PG | PE | PP | GF | GC | Dif. | PTS | Clasificación        |
|  | ---- | ------------------------ | -- | -- | -- | -- | -- | -- | ---- | --- | -------------------- |
|  | 1º   | Aurora                   | 10 | 7  | 1  | 2  | 24 | 10 | +14  | 15  | Final del campeonato |
|  | 2º   | Comunicaciones           | 10 | 6  | 2  | 2  | 15 | 8  | +7   | 14  |                      |
|  | 3º   | Suchitepéquez            | 10 | 4  | 3  | 3  | 14 | 14 | 0    | 11  |                      |
|  | 4º   | Galcasa                  | 10 | 3  | 1  | 6  | 18 | 24 | -6   | 7   |                      |
|  | 5º   | Amatitlán                | 10 | 3  | 1  | 6  | 14 | 22 | +8   | 7   |                      |
|  | 6º   | Izabal Juventud Católica | 10 | 2  | 2  | 6  | 14 | 21 | -7   | 6   |                      |
|  |      |                          |    |    |    |    |    |    |      |     |                      |

## Campeón
| Campeón Temporada 1992-93 |
| Aurora 8º Título          |
| ------------------------- |

## Hexagonal por la permanencia
|                                                                                               | Pos. | Equipos             | PJ | PG | PE | PP | GF | GC | Dif. | PTS | Clasificación        |
| --------------------------------------------------------------------------------------------- | ---- | ------------------- | -- | -- | -- | -- | -- | -- | ---- | --- | -------------------- |
|                                                                                               | 1º   | Municipal           | 10 | 6  | 3  | 1  | 22 | 7  | +15  | 15  |                      |
|                                                                                               | 2º   | Del Monte           | 10 | 4  | 3  | 3  | 13 | 12 | +1   | 11  |                      |
|                                                                                               | 3º   | Escuintla           | 10 | 2  | 7  | 1  | 9  | 8  | +1   | 11  |                      |
|                                                                                               | 4º   | Chiquimulilla       | 10 | 4  | 2  | 4  | 14 | 16 | -2   | 10  |                      |
|                                                                                               | 5º   | Juventud Retalteca  | 10 | 2  | 3  | 5  | 11 | 15 | -4   | 7   |                      |
|                                                                                               | 6º   | Tipografía Nacional | 10 | 2  | 2  | 6  | 8  | 19 | -11  | 6   | Playoffs de descenso |
| Al finalizar en posición de descenso en ambas fases, Tipografía Nacional pierde la categoría. |      |                     |    |    |    |    |    |    |      |     |                      |

| Descenso - 1992-93                             |
| Tipografía Nacional Primera División B 1993-94 |
| ---------------------------------------------- |

## Torneos internacionales
|  | Pos. | Equipos        | PJ | PG | PE | PP | GF | GC | Dif. | PTS | Clasificación                                        |
|  | ---- | -------------- | -- | -- | -- | -- | -- | -- | ---- | --- | ---------------------------------------------------- |
|  | 1º   | Aurora         | 10 | 7  | 1  | 2  | 24 | 10 | +14  | 15  | Copa de Campeones de la Concacaf 1994 - Tercera fase |
|  | 2º   | Comunicaciones | 10 | 6  | 2  | 2  | 15 | 8  | +7   | 14  | Copa de Campeones de la Concacaf 1994 - Tercera fase |
|  | 3º   | Suchitepéquez  | 10 | 4  | 3  | 3  | 14 | 14 | 0    | 11  | Recopa de la Concacaf 1994 - Fase preliminar         |
|  | 4º   | Galcasa        | 10 | 3  | 1  | 6  | 18 | 24 | -6   | 7   |                                                      |
|  | 5º   | Amatitlán      | 10 | 3  | 1  | 6  | 14 | 22 | +8   | 7   |                                                      |
|  | 6º   | Izabal JC      | 10 | 2  | 2  | 6  | 14 | 21 | -7   | 6   |                                                      |
|  |      |                |    |    |    |    |    |    |      |     |                                                      |